# Gasteracantha aciculata
Gasteracantha aciculata is een spinnensoort uit de familie van de wielwebspinnen (Araneidae).
De wetenschappelijke naam van de soort werd in 1899 als Actinacantha aciculata gepubliceerd door Reginald Innes Pocock.